# Kamienny Mostek
Kamienny Mostek – potok, dopływ Charczynki. Jest ciekiem 5 rzędu. Wypływa na wysokości 720 m w miejscowości Klikuszowa w województwie małopolskim, w powiecie nowotarskim, w gminie Nowy Targ. Spływa w kierunku południowo-zachodnim, przepływa pod torami linii kolejowej nr 99 i na wysokości 675 m uchodzi do Charczynki jako jej lewy dopływ.
Pod względem geograficznym Kamienny Mostek znajduje się na zachodnich krańcach Gorców, w tym miejscu będących już tylko wzgórzami. Cała jego zlewnia to tereny pól uprawnych wsi Klikuszowa. Długość potoku wynosi zaledwie około 600 m.